# Összehasonlító vallástudomány
Az összehasonlító vallástudomány a vallástudomány egy szakterülete, mely a világ vallásai közös témáinak és fogalmainak értelmezési különbségeit vizsgálja. Ez a szakterület a leírt történetek megvizsgálásával igyekszik értelmezni vallásos szóképeket és változatos módszerekkel próbálja a különböző vallási hagyományok közötti lehetséges közvetlen kulturális kapcsolatokat feltárni.

## Szakterületek

### A fő világvallások
- A világvallások összehasonlítása

### Új vallási mozgalmak
- Új vallási mozgalmak összehasonlítása

### Buddhizmus
- A buddhizmus és a dzsainizmus
- A buddhizmus és a hinduizmus
- A buddhizmus és a keleti vallások
- A buddhizmus és a kereszténység
- A buddhizmus és az iszlám
- Gautama Buddha a világvallásokban

### Hinduizmus
- A hinduizmus és a buddhizmus
- A hinduizmus és a dzsainizmus
- A hinduizmus és az iszlám
- A hinduizmus és a kereszténység

### Iszlám
- Az iszlám és a buddhizmus
- Az iszlám és a hinduizmus
- Az iszlám és a kereszténység
- A zsidóság és az iszlám

### Kereszténység
- Keresztény felekezetek összehasonlítása
- A kereszténység és az iszlám
- A kereszténység és a zsidó vallás
- A kereszténység és a buddhizmus
- A kereszténység és a hinduizmus
- A kereszténység és a keleti vallások

### Egyéb
- Túlvilág
- Etika (vallás)
- Fundamentalizmus

## Egyértelműsítő lapok
- Teremtés (egyértelműsítő lap)